# Николаус Себастиан фон Лодрон
Николаус Себастиан фон Лодрон (на немски: Nikolaus Sebastian von Lodron; * 17 октомври 1719; † 30 март 1792) е благородник от род Лодрон от Тирол, граф на Лодрон-Латерано и Кастелромано, господар на Гмюнд в Каринтия, Австрия.

## Произход
Той е син на граф Гироламо Джузепе Париде фон Лодрон-Латерано и Кастелромано и съпругата му графиня Анна Маргарета фон Волкенщайн-Тростбург. Внук е на граф Себастиан Франц фон Лодрон-Латерано и Кастелромано († 1716) и графиня Анна Мария Куен фон Белази (1671 – 1735).
- Кастело Кастелано
- Новият дворец в Гмюнд

## Фамилия
Николаус Себастиан фон Лодрон се жени на 30 май 1745 г. за графиня Мария Анна фон Харах-Рорау и Танхаузен (* 27 април 1725; † 29 април 1780), дъщеря на граф Фридрих Август фон Харах-Рорау (1696 – 1749) и принцеса Мария Елеонора Каролина фон Лихтенщайн (1703 – 1757). Те имат една дъщеря:
- Мария Каролина Анна фон Лодрон-Латерано и Кастелромано (* 25 април 1756, Клагенфурт; † 29 май 1825, Виена), омъжена на 19 септември 1779 г. за граф Антал Гиорги Апони де Наги-Апони (* 4 декември 1755, Пресбург; † 17 март 1817, Виена)